# NGC 6311
NGC 6311 is een elliptisch sterrenstelsel in het sterrenbeeld Hercules. Het hemelobject werd op 30 juni 1876 ontdekt door de Franse astronoom Édouard Jean-Marie Stephan.

## Synoniemen
- UGC 10741
- MCG 7-35-39
- ZWG 225.59
- PGC 59750